# Pleure
Pleure ist eine französische Gemeinde im Département Jura in der Region Bourgogne-Franche-Comté. Sie gehört zum Arrondissement Dole und zum Kanton Tavaux.
Pleure grenzt an  Gatey im Norden, Chêne-Bernard und Biefmorin im Osten, Sergenon im Süden, an die Exklave La Chalonge der Gemeinde Chêne-Bernard im Südwesten sowie an Chaînée-des-Coupis im Westen. Das Gemeindegebiet wird vom Flüsschen Dorme durchquert.

## Bevölkerungsentwicklung
| Jahr                       | 1962 | 1968 | 1975 | 1982 | 1990 | 1999 | 2006 | 2017 |
| Einwohner                  | 363  | 378  | 340  | 379  | 364  | 346  | 407  | 429  |
| Quellen: Cassini und INSEE |      |      |      |      |      |      |      |      |

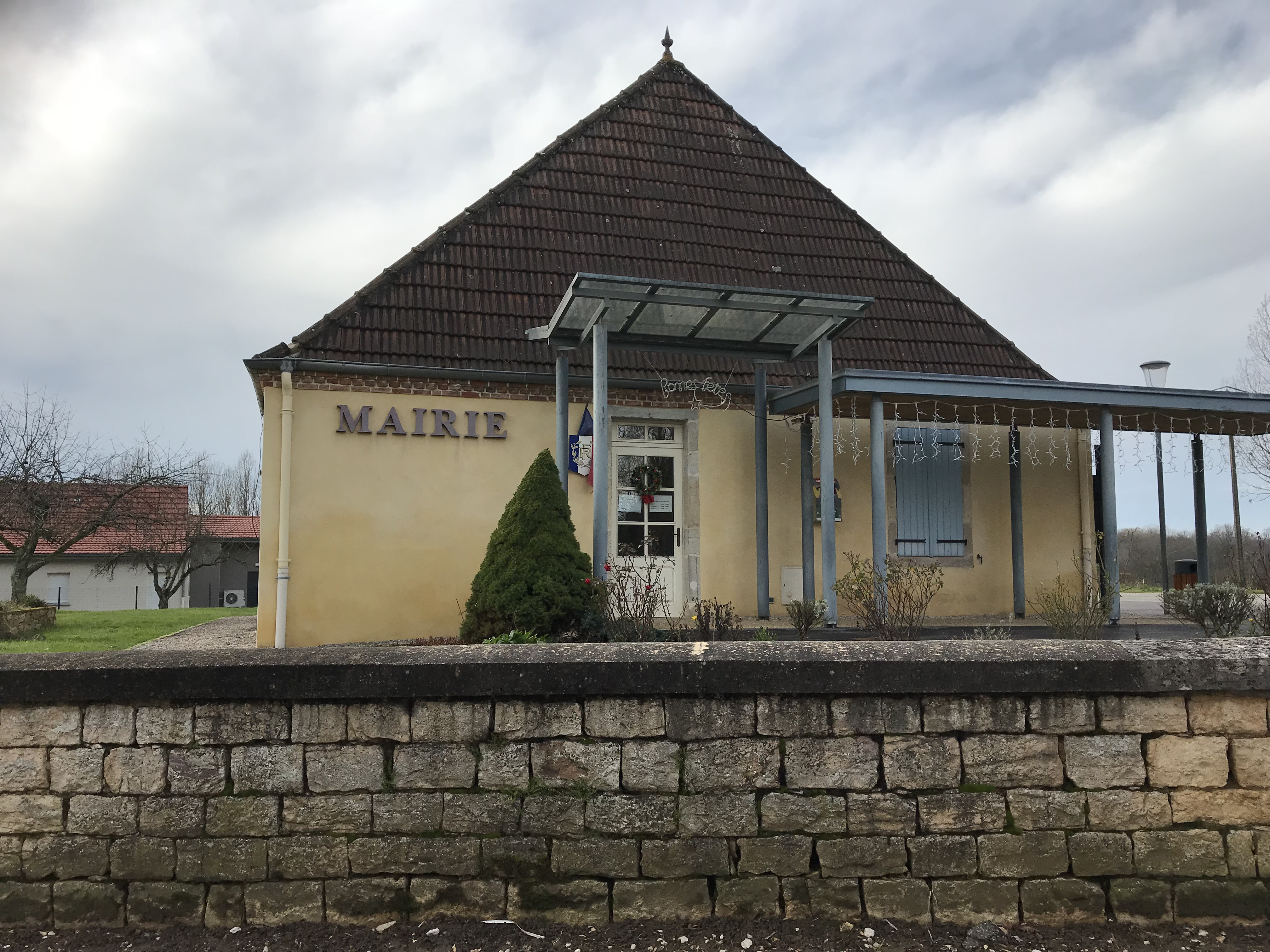
Mairie Pleure
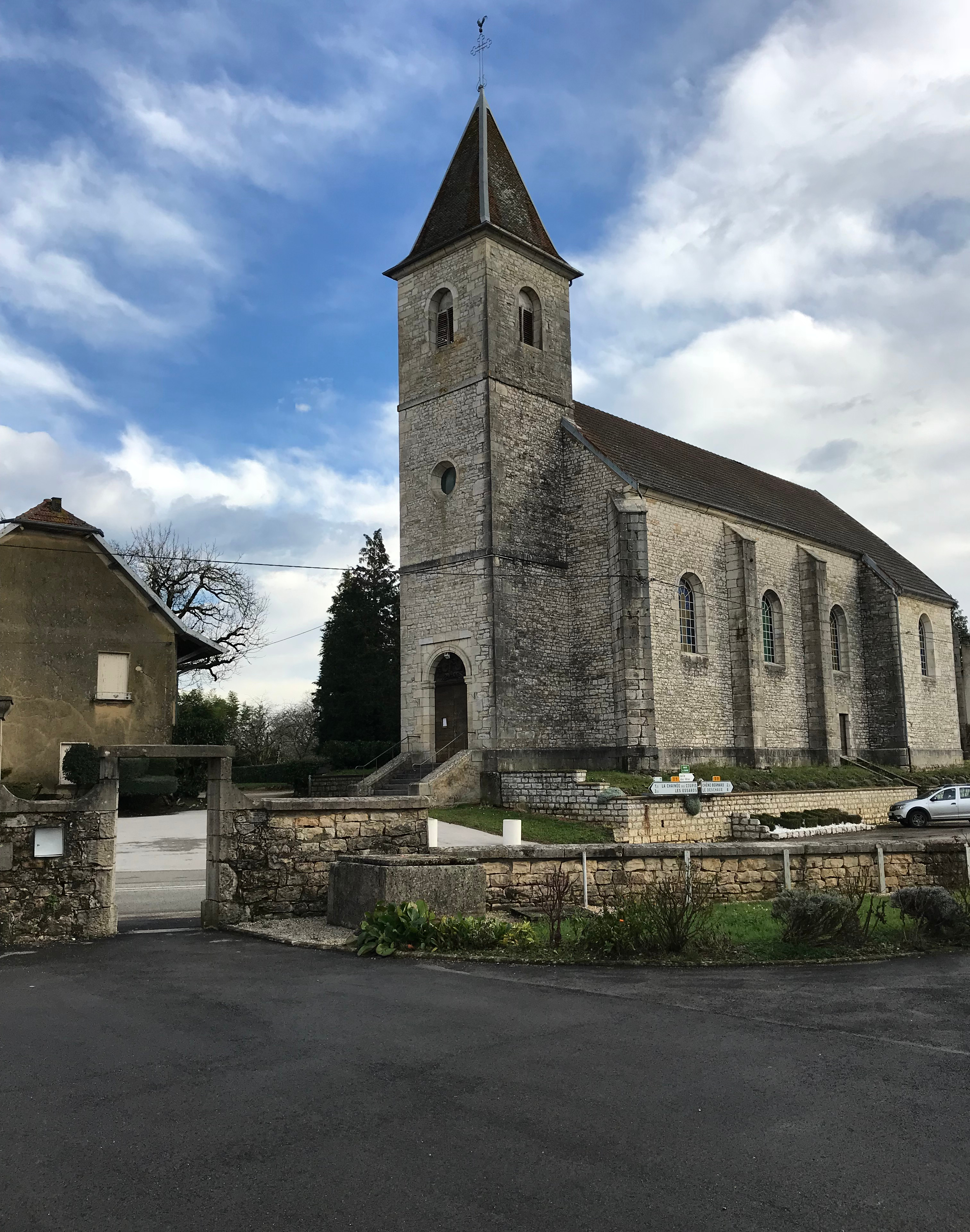
Kirche Saint-Laurent